# Diocese de Veracruz
A Diocese de Veracruz (em latim: Dioecesis Verae Crucis) é uma diocese da Igreja Católica localizada no município de Veracruz, no estado de Veracruz, pertencente a Arquidiocese de Xalapa no México. Foi fundada em 9 de junho de 1962 pelo Papa João XXIII. Com uma população católica de 2.116.000 habitantes, sendo 89,9% da população total, possui 86 paróquias com dados de 2021.

## História
Em 9 de junho de 1962 o Papa João XXIII cria a Diocese de Diocese de Veracruz através dos territórios da  Arquidiocese de Veracruz-Jalapa e da Diocese de San Andrés Tuxtla.

## Lista de bispos
A seguir uma lista de bispos desde a criação da diocese em 1962.
|                                                   | Nome                                          | Período      | Notas                          |
| Bispos                                            | Bispos                                        | Bispos       | Bispos                         |
| ------------------------------------------------- | --------------------------------------------- | ------------ | ------------------------------ |
| 4º                                                | Carlos Briseño Arch, O.A.R.                   | 2018 - atual |                                |
| 3º                                                | Luis Felipe Gallardo Martín del Campo, S.D.B. | 2006 - 2018  |                                |
| 2º                                                | Luis Gabriel Cuara Méndez                     | 2000 - 2005  | Faleceu no cargo               |
| 1º                                                | José Guadalupe Padilla Lozano                 | 1963 - 2000  |                                |
| Outros padres dessa diocese que se tonaram bispos |                                               |              |                                |
|                                                   | Rutilo Muñoz Zamora                           | 2002         | Nomeado bispo de Coatzacoalcos |